# Paradiopatra crassa
Paradiopatra crassa är en ringmaskart som beskrevs av Imajima 1999. Paradiopatra crassa ingår i släktet Paradiopatra och familjen Onuphidae. Inga underarter finns listade i Catalogue of Life.